# Меланхолія (картина Мунка)
Меланхолія (норв. Melankoli), відома також як Вечір, Ревнощі і Яппе на березі — картина норвезького художника-експресіоніста Едварда Мунка, написана в 1891 році. Картина «Меланхолія» є твором знаковим для художника Едварда Мунка. Саме в цьому полотні чітко позначився стиль, «викристалізувалася» авторська манера, відмінними рисами якої були чіткі контури, виразна лінія при навмисному спрощення форм, похмурий характер і  загадковість. Ця таємничість, недомовленість, алегоричність і притягує глядача до полотен Мунка, змушуючи уважно розглядати і багато роздумувати.
Ця картина – одна з тих, що завершує паризький період Мунка. 
«Меланхолія» – у ряді інших робіт – була показана на скандальній берлінській виставці 1892 року, вольовим актом закритій кайзером.

## Опис
На картині зображений сумний юнак, який сидить, підперши голову рукою, на пустельному кам'янистому узбережжі, в якому впізнається реальний осгорстранський пейзаж(Åsgårdstrand норв., місто в Норвегії ). «Меланхолія» стала однією з картин, в яких остаточно викристалізовується характерний стиль художника: виразні, чітко окреслені контури, спрощені форми, похмурий, дещо загадковий настрій. Вплив імпресіонізму, який був помітний в його попередніх роботах («Ніч в Сен-Клу», «Зоряна ніч», «Вечір на вулиці Карла Юхана»), практично не відчувається. Припускається, що на становлення його нового стилю вплинули роботи Поля Гогена, які він міг бачити у Франції.
Герой картини — близький друг Мунка, Яппе Нільсен, який під час написання картини переживав нещасливий роман з Одою Крог, дружиною впливового художника Кристіана Крога.
Близько цього часу він записав у щоденнику: «Камера не може змагатися з пензлем і полотном, доки їх можна використовувати на небі і в пеклі».

## Оцінки критиків
Вперше твір був представлений в 1891 році на Осінній виставці в Осло. Кристіан Крог дав схвальний відгук картині, незважаючи на певну делікатність ситуації (він знав про роман дружини з Яппе Нільсеном і про те, що на картині зображений саме Яппе): відомий митець назвав Мунка «першим норвезьким символістом» і художником, «гідним слави композитора». Інші критики були менш прихильні. Ерік Вереншьоль писав, що Мунк виставляє «незакінчені полотна, олію та пастель змішані і розмазані по полотну, величезні ділянки якого… залишаються незаповненими». Оглядач «Афтенпостен» відкрито висміяв картину, порівнявши фігуру Яппе з «копченою ковбасою».

## Пов'язані твори
Хоча художня манера Мунка була багато в чому новаторською і викликала нерозуміння у критиків, поза Яппе традиційна для творів образотворчого мистецтва на тему меланхолії і нагадує, в тому числі, про знамениту гравюру Дюрера. У числі попередників «Меланхолії», які, ймовірно, вплинули безпосередньо на Мунка, Арне Еггум називає «Христа на олійній горі» Поля Гогена. У творчості самого Мунка з «Меланхолією» перегукується більш рання картина «Дівчина з гітарою (Інгер на березі)», написана в 1889 році і все ще з помітними імпресіоністськими впливами. Власне «Меланхолія» існує в різних варіантах, як живописних, так і графічних; у варіанті з фризу Рейнхардта чоловіча фігура відсутня. Крім цього, пензлю Мунка належить ще одна картина під назвою «Меланхолія», що зображає його сестру Лауру, яка перебувала на лікуванні в психіатричній клініці. «Ревнощі», одну з ранніх назв «Меланхолії», носить інша картина Мунка, створена в 1895 році. Фігуру Яппе з «Меланхолії» сильно нагадує головний персонаж одного з ранніх варіантів «Крику», відомого як «Відчай» або «Настрій на заході»; схожі образи з'являються також в інших його картинах, таких як «Попіл» і «Вампір».

## Галерея

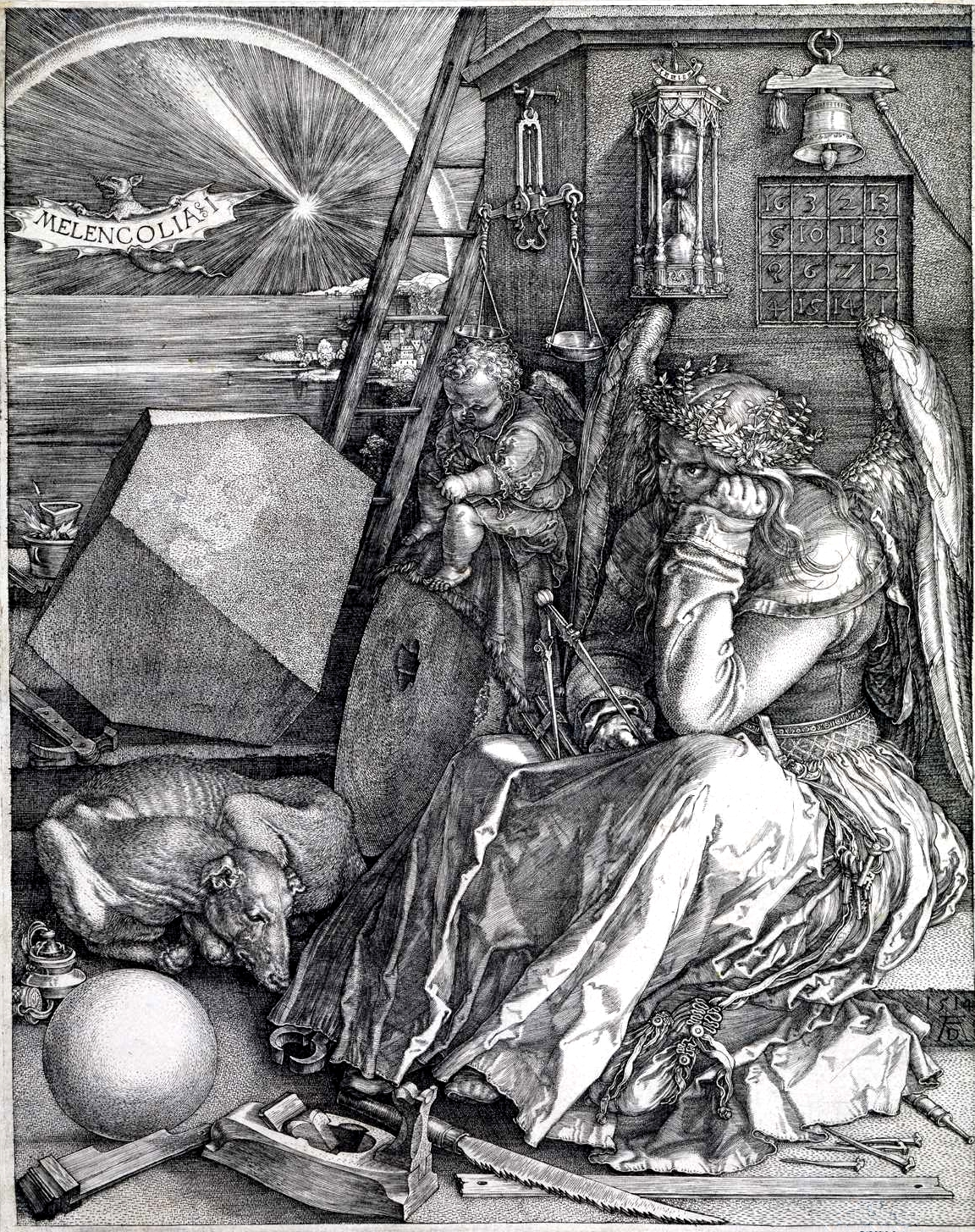
Альбрехт Дюрер «Меланхолія I» (1514)
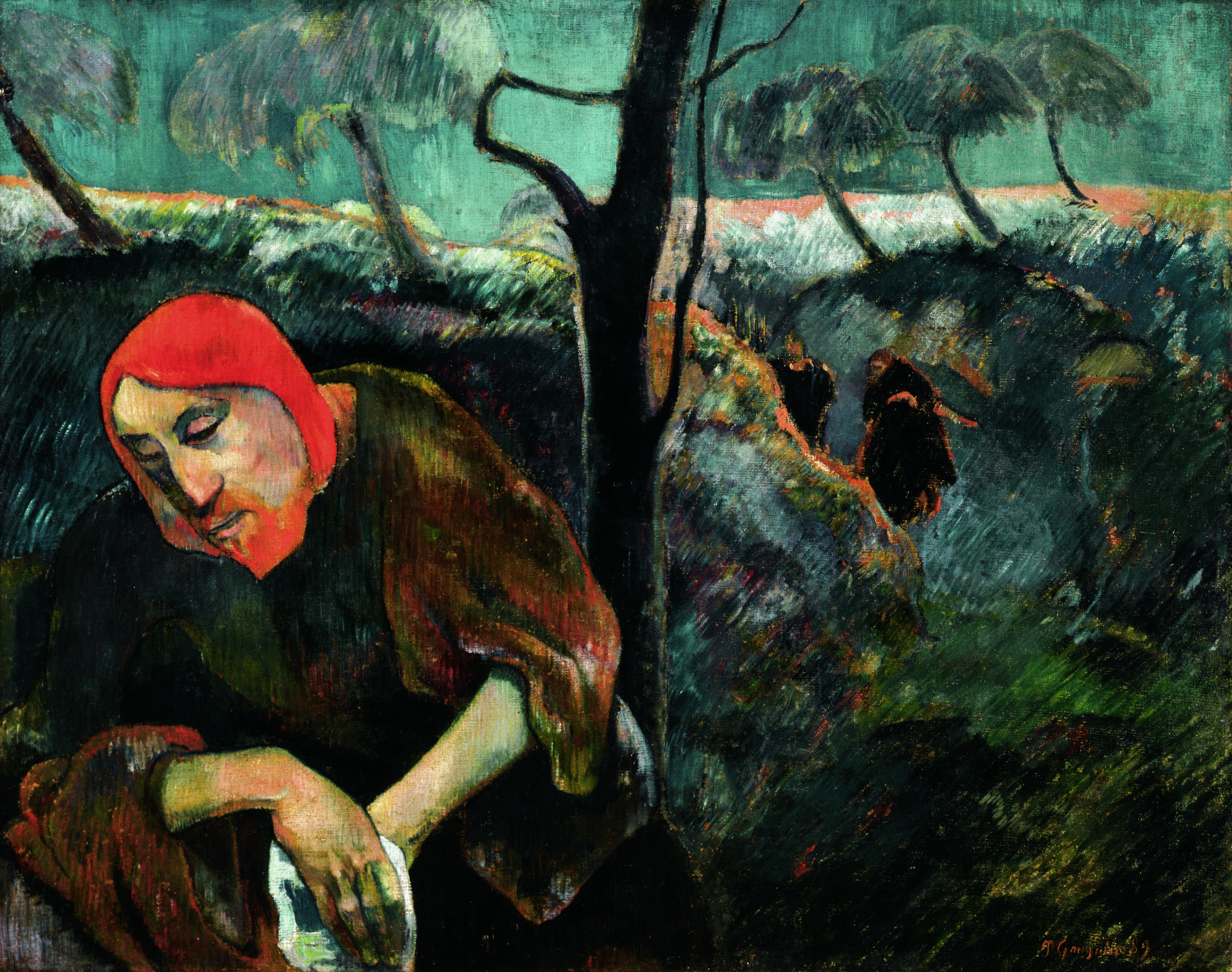
Поль Гоген  «Христос на олійній горі» (1889)
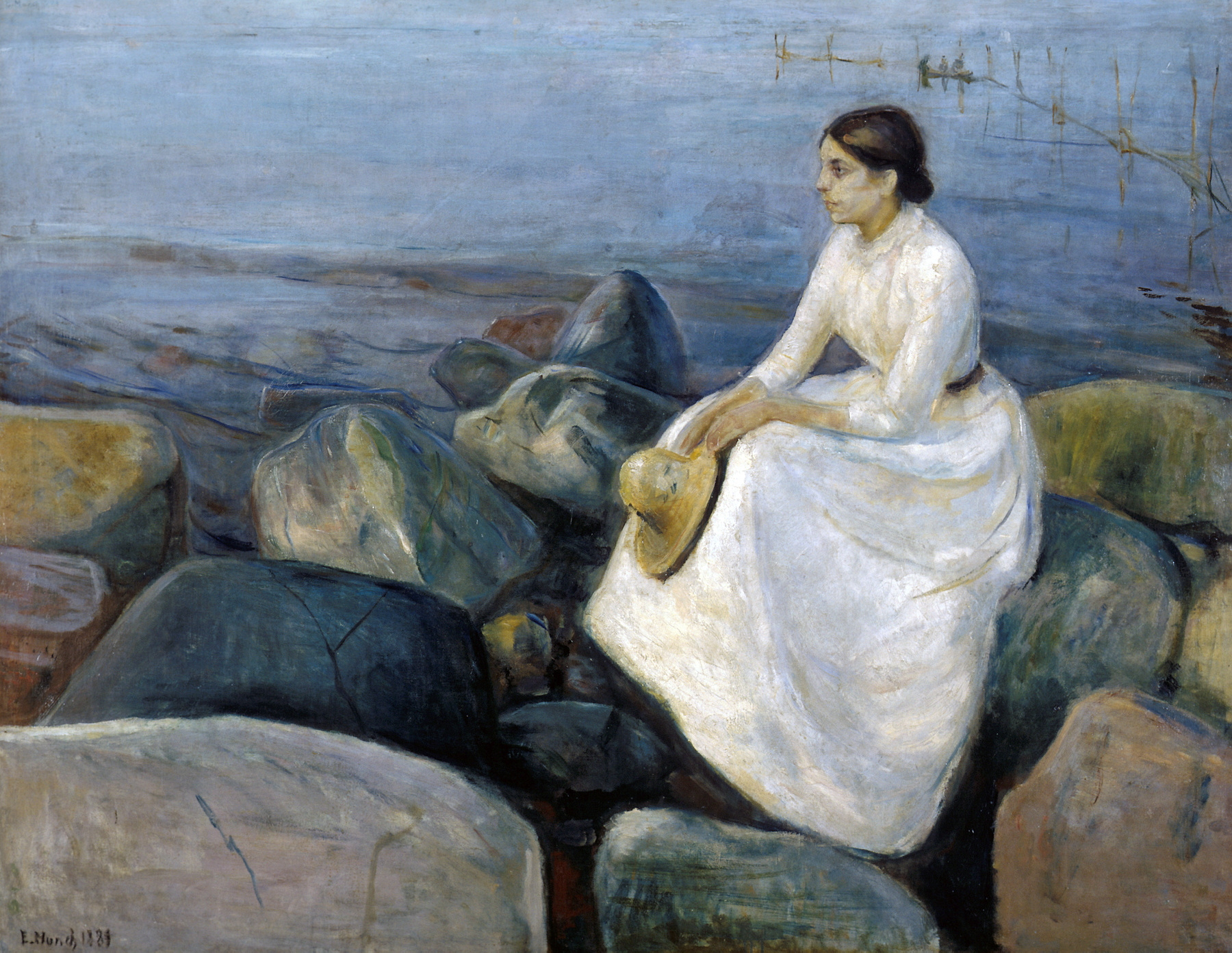
"Літня ніч. Інгер на березі» (1889)
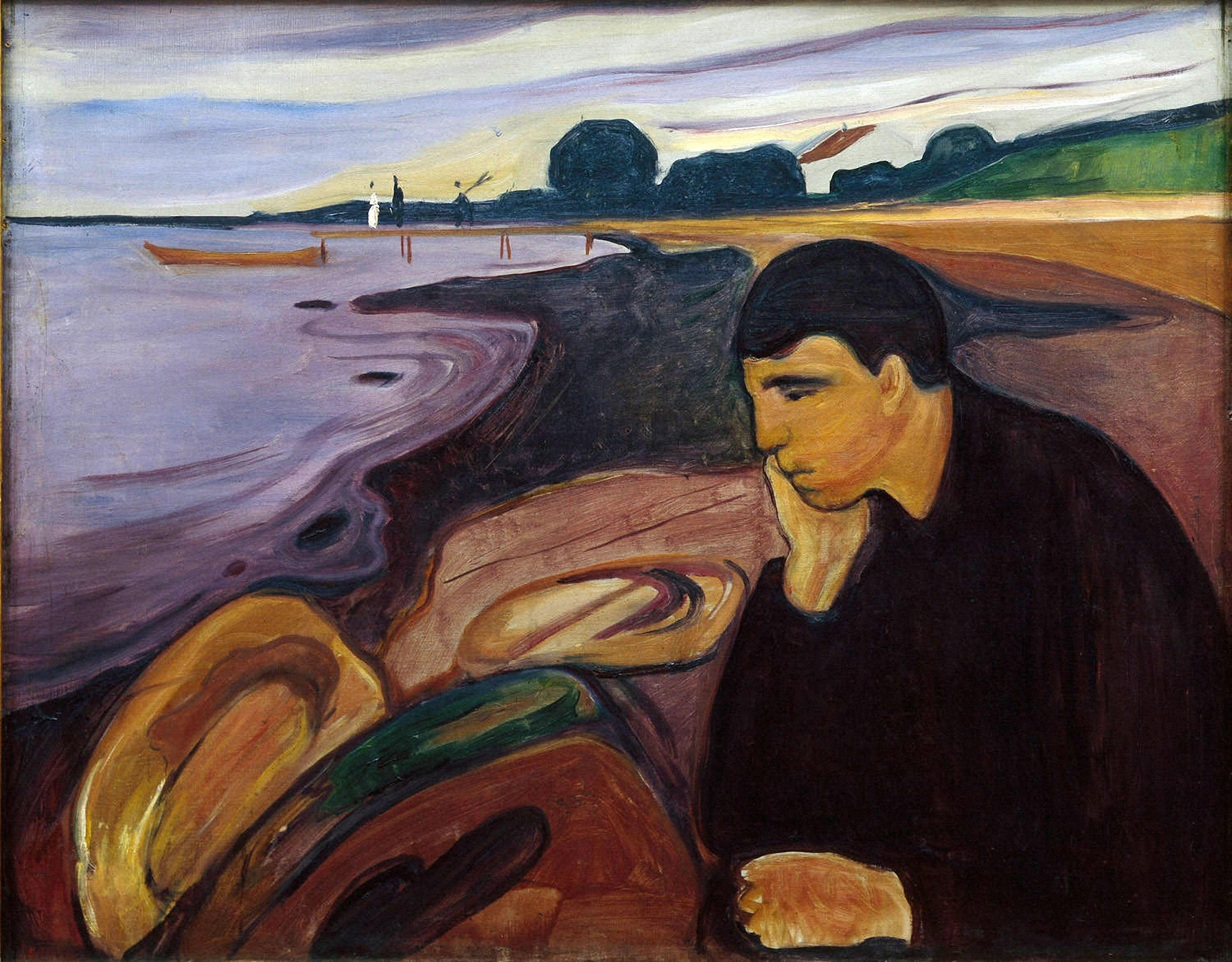
«Меланхолія» (1894-96)
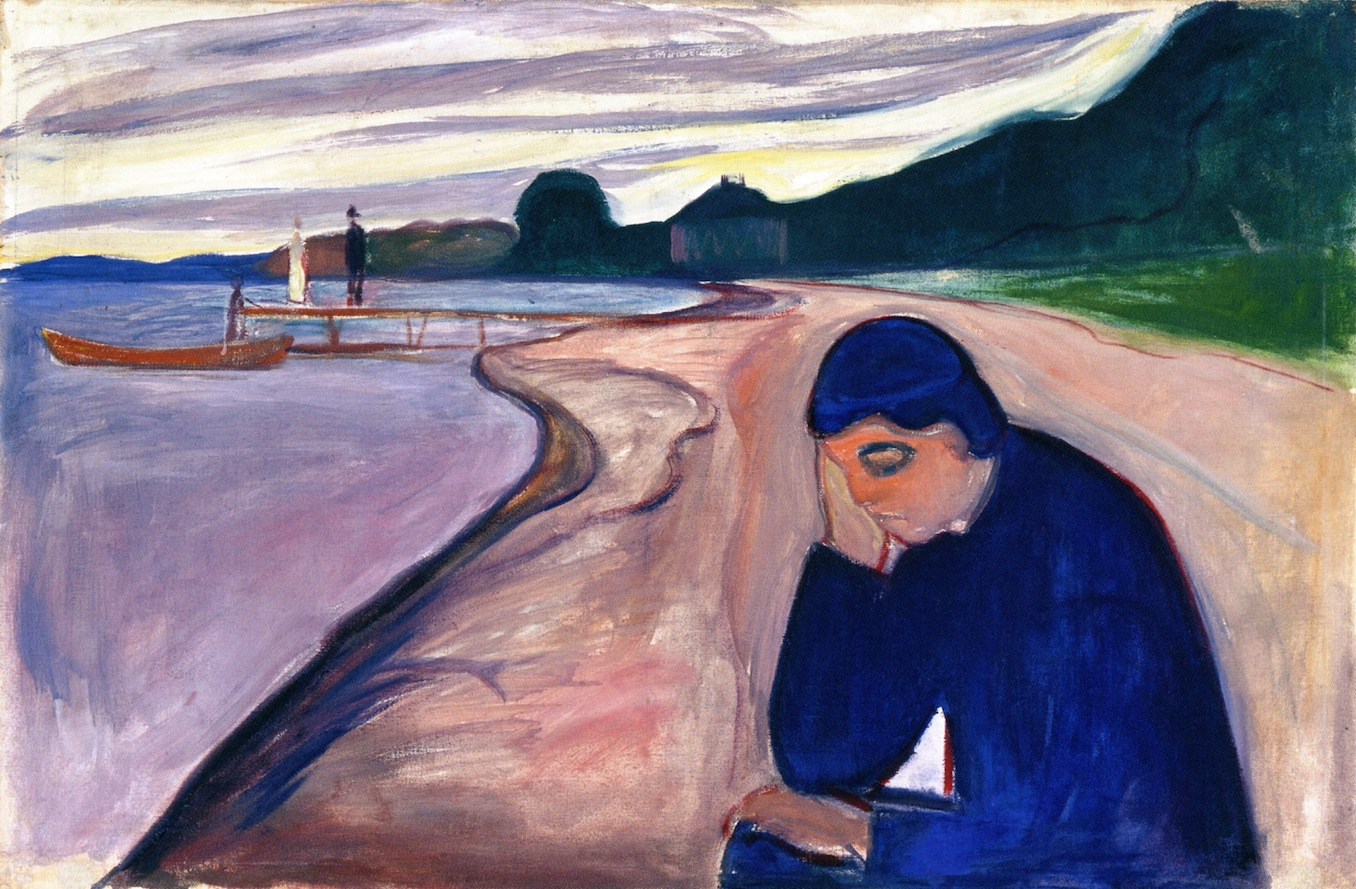
«Меланхолія» (1893)
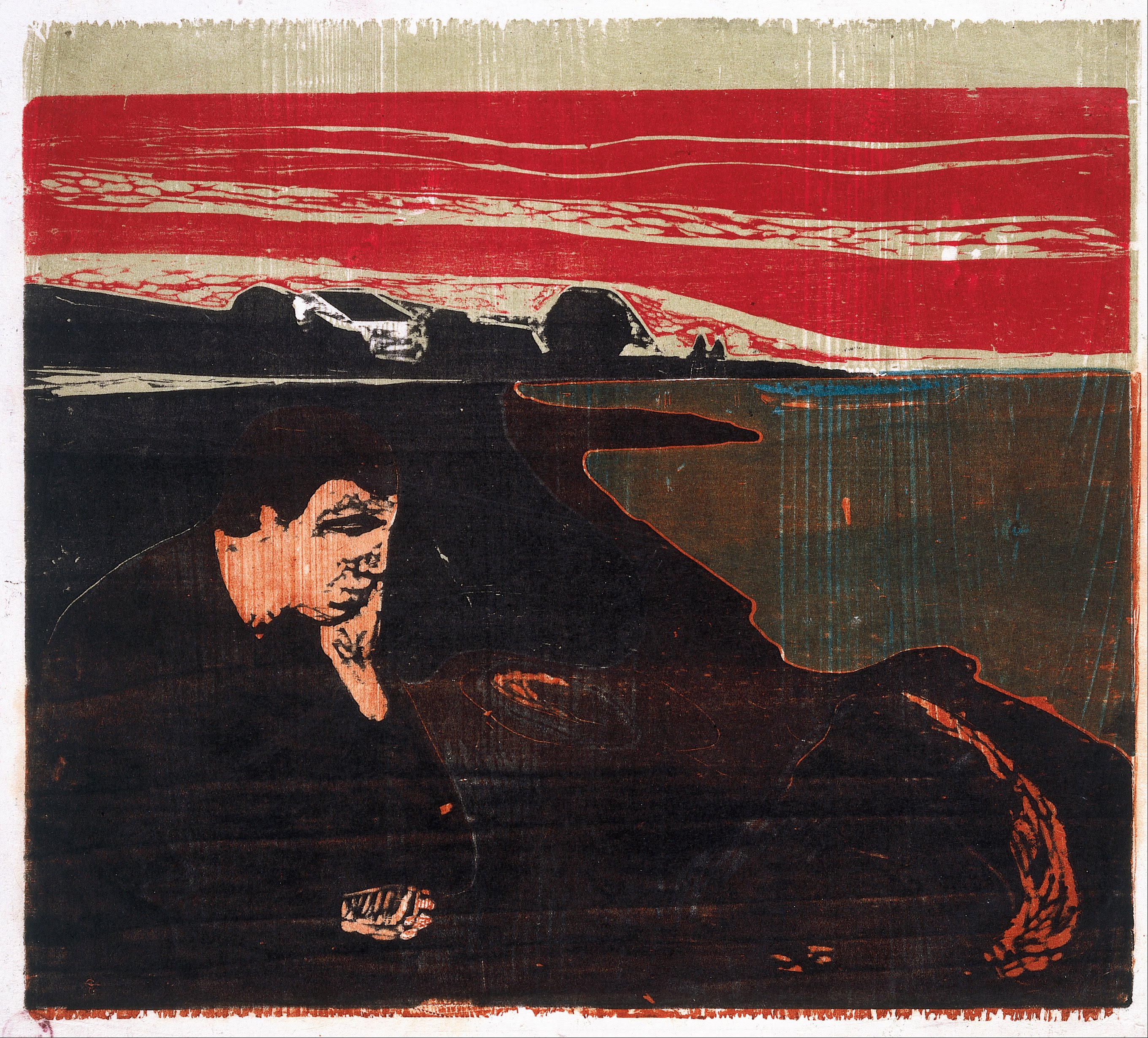
«Вечір. Меланхолія I» (1896)
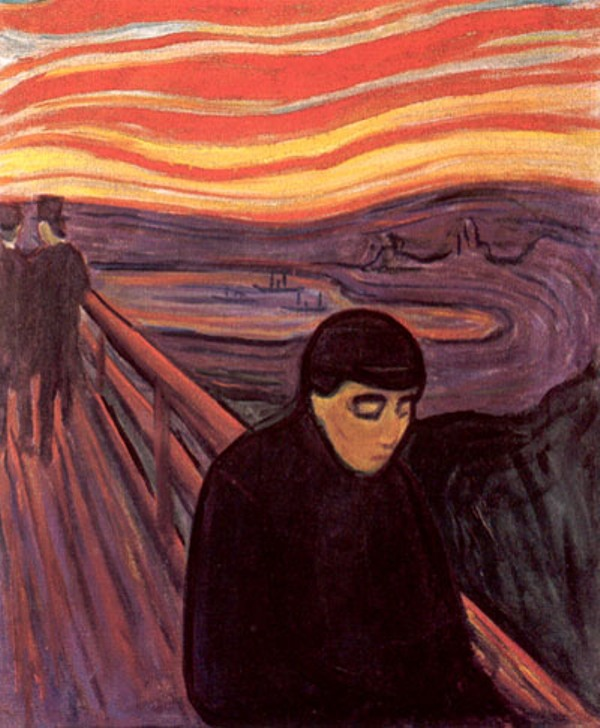
«Відчай» (1894)
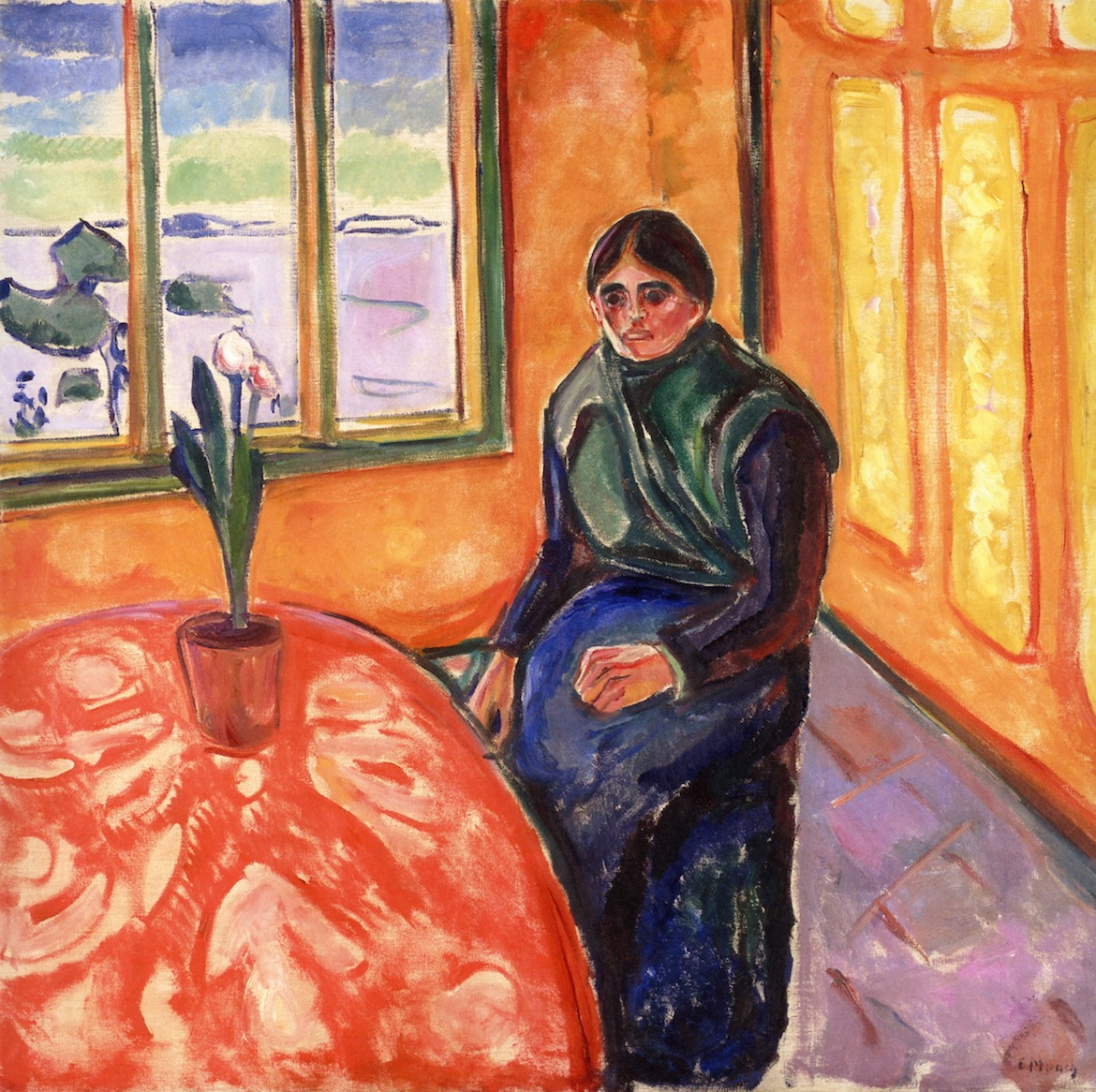
«Меланхолія (сестра Лаура)» (1911)